# 온천장역
온천장(우리들 병원)역(Oncheonjang(Our Hospital)Station, 溫泉場驛)은 부산광역시 동래구 온천동에 있는 부산 도시철도 1호선의 전철역이다.

## 특징
인근 관광지로 동래온천이 유명하다.

## 역사
- 1985년 7월 19일: 부산 도시철도 1호선 개통과 함께 영업 개시
- 2012년 8월 1일: 난간형 스크린도어 설치

## 역 구조
승강장은 2면 2선식의 상대식 승강장으로 운영되며, 스크린도어가 설치되어 있다. 다대포해수욕장방향 승강장은 육교와 연결된 바로타형식의 승강장이다.
- 반대편횡단: 불가능

### 승강장
| 명륜 ↑   |
| \| 상    |
| ↓ 부산대 |

| 상행 | ● 부산 도시철도 1호선 | 동래,다대포해수욕장 방면 |
| 하행 | ● 부산 도시철도 1호선 | 부산대·범어사·노포 방면  |

## 역 주변
- 금강식물원
- 동래온천(허심청)
- 호텔농심
- 현대온천
- 녹천탕
- 대성탕
- 천일탕
- 벽초탕
- 금천파크온천
- 금정산온천
- 온천시장
- 장전3동 우체국
- 금정초등학교
- 홈플러스 동래점
- CGV동래점
- 부곡4동 주민센터
- 부산민속예술관 방면
- 부산해양자연사박물관 방면
- 동해중학교
- 동현중학교
- 부곡동대동대숲아파트
- 금정산 SK뷰 아파트
- 부곡1동 치안센터

## 승차량 변동
| 역 노선 | 승차 인원 | 승차 인원 | 승차 인원 | 승차 인원 | 승차 인원 | 승차 인원 | 승차 인원 | 승차 인원 | 승차 인원 | 승차 인원 | 승차 인원 | 승차 인원 | 승차 인원 | 승차 인원 | 주 석 |
| 역 노선 | 2002년    | 2003년    | 2004년    | 2005년    | 2006년    | 2007년    | 2008년    | 2009년    | 2010년    | 2011년    | 2012년    | 2013년    | 2014년    | 2015년    | 주 석 |
| ------- | --------- | --------- | --------- | --------- | --------- | --------- | --------- | --------- | --------- | --------- | --------- | --------- | --------- | --------- | ----- |
| 1호선   | 18343     | 16185     | 14894     | 14051     | 13358     | 14257     | 15426     | 16005     | 16647     | 16982     | 16474     | 16591     | 16585     | 16289     | [ 1 ] |

## 사진

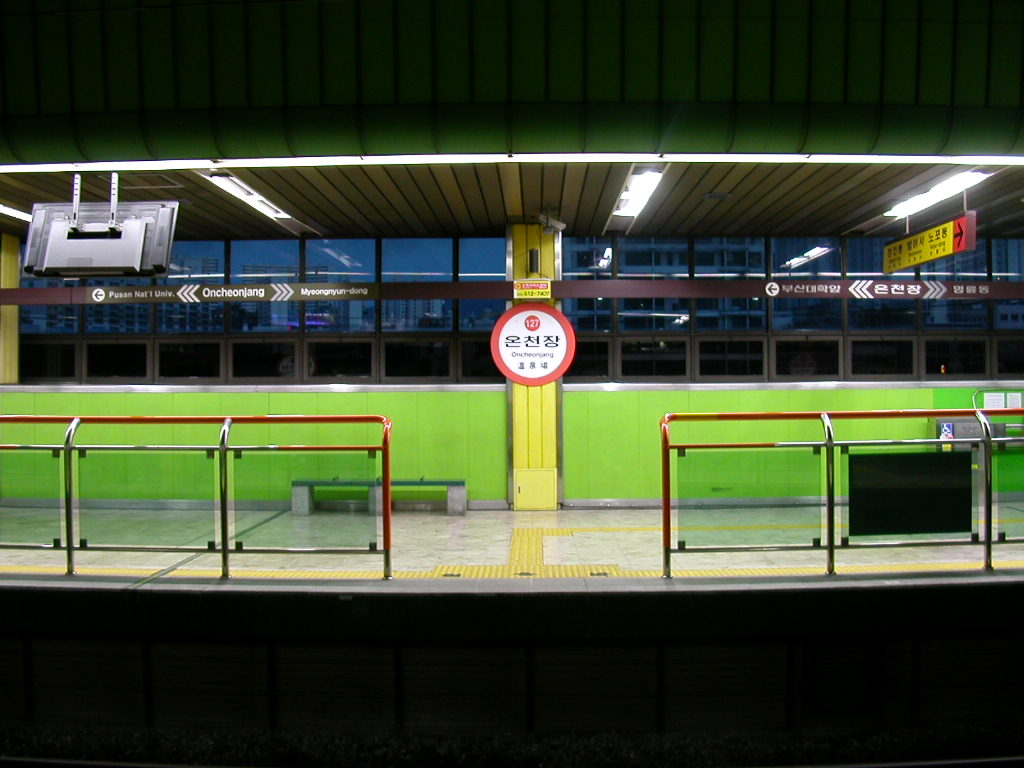
승강장 (스크린도어 설치,부산대학앞역이 부산대역으로,명륜동역이 명륜역으로 바뀌기 전)

- 승강장
(스크린도어 설치,부산대학앞역이 부산대역으로,명륜동역이 명륜역으로 바뀌기 전)

## 인접한 역
| 부산 도시철도 1호선          | 부산 도시철도 1호선   | 부산 도시철도 1호선  |
| ---------------------------- | --------------------- | -------------------- |
| 126 명륜 다대포해수욕장 방면 | ● 부산 도시철도 1호선 | 128 부산대 노포 방면 |